# Flaminio Avet
Falminio Avet (Nizza, 1890. augusztus 3. – Nizza, 1928. augusztus 21.) hadnagy, az első világháború egyik híres olasz ászpilótája volt. Szolgálata során 8 igazolt, és 4 igazolatlan légi győzelmet szerzett. Érdekes módon a legtöbb olasz ászpilótához hasonlóan nem kapta meg az olasz Vitézségi Érmet.

## Élete

### Fiatalkora
Avet 1890-ben született a franciaországi Nizzában. Korai életéről nagyon kevés adat maradt fenn, és ezek nagy része nem is érhető el a világhálón. 

### Katonai szolgálata
Flaminio Avet 1916-ban kezdte meg pályafutását a légierőnél. Az alapkiképzés és a pilótaigazolvány megszerzése után beosztották az olasz légierő (Regia Aeronutica) egy repülőszázadába. Nagy valószínűséggel a Squadriglia 73-ba, vagy a Squadriglia 82-be. Első légi győzelmét 1917. november 27-én szerezte meg, azonban szemtanú hiányában nem tudta igazolni. Első igazolt légi győzelmét végül 1918. április 17-én szerezte meg Aldo Bocchese, Leopoldo Eleuteri és Alessandro Resch segítségével. Mind emellett a négy pilóta további 2 igazolatlan légi győzelmet aratott nagy valószínűséggel osztrák-magyar felderítőgépek ellenében. Avet 1918 április 25-én további két légi győzelmet szerzett Conegliano város közelében. 1918 májusában további két légi győzelmet szerzett, az egyiket Cosimo Rennellával és Mario Fucinival megosztva. 1918. július 15-én megszerezte hatodik légi győzelmét ezúttal Aldo Bocchese és Leopoldo Eleuteri segítségével. 1918 októberében megszerezte 7. illetve 8. légi győzelmét. A háborút végül 8 igazolt, és 4 igazolatlan légi győzelemmel fejezte be.

### Légi győzelmei
| Sorszám     | Dátum              | Egység | Ellenfél      |
| ----------- | ------------------ | ------ | ------------- |
| Igazolatlan | 1917. november 27. | 82ª    | Ismeretlen    |
| 1           | 1918. április 17.  | 70ª    | Kétüléses     |
| Igazolatlan | 1918. április 17.  | 70ª    | Felderítő     |
| Igazolatlan | 1918. április 17.  | 70ª    | Felderítő     |
| 2           | 1918. április 25.  | 70ª    | Felderítő     |
| 3           | 1918. április 25.  | 70ª    | Felderítő     |
| 4           | 1918. május 3.     | 70ª    | Felderítő     |
| 5           | 1918. május 17.    | 70ª    | Kétüléses     |
| 6           | 1918. július 15.   | 70ª    | Ismeretlen    |
| 7           | 1918. október 4.   | 70ª    | Albatros D.V  |
| 8           | 1918. október 8.   | 70ª    | Abatros D.III |
| Igazolatlan | 1918. október 28.  | 70ª    | Ismeretlen    |

### További élete
További életéről nincsenek források, csupán annyi bizonyos, hogy 1928-ban hunyt el szülővárosában.